# Tour des Milices
 (juillet 2019).
Si vous disposez d'ouvrages ou d'articles de référence ou si vous connaissez des sites web de qualité traitant du thème abordé ici, merci de compléter l'article en donnant les références utiles à sa vérifiabilité et en les liant à la section « Notes et références ».
La tour des Milices, (italien : torre delle Milizie) est une tour fortifiée située en Italie à Rome, entre les marchés de Trajan et les forums impériaux à l'est, et l'université pontificale Saint-Thomas-d'Aquin, Angelicum à l'ouest. Elle se trouve donc sur le Quirinal. C'est la tour la plus ancienne de la Ville éternelle. Elle a été déclarée monument national en 1911.

## Histoire

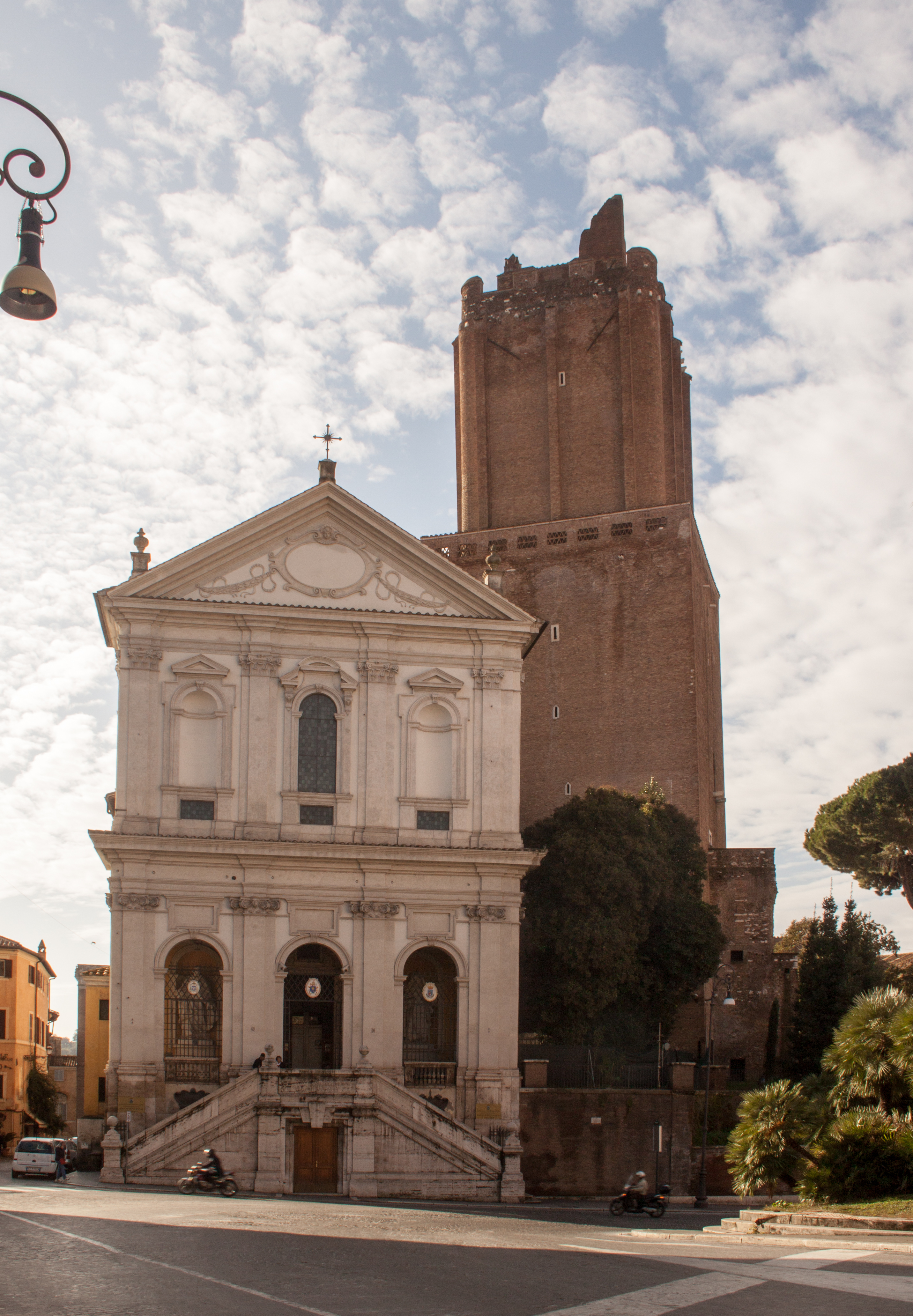
La tour des Milices et l'église Sainte-Catherine-à-Magnanapoli.

La tour est surnommée par le peuple la tour de Néron, suivant une tradition selon laquelle Néron aurait contemplé le grand incendie de Rome de cette tour. Des sources classiques indiquent qu'il l'aurait fait d'une tour située dans les jardins de Mécène, mais d'autres plus fiables placent l'empereur hors de la ville, à Antium.
En fait, cette tour a probablement été construite sous le règne du pape Innocent III (1198-1216) par Marchionne Aretino. Elle appartient à la fin du XIIIe siècle à la puissante famille Annibaldi, suivie par les Prefetti di Vico et les Caetani (en), de la famille de Boniface VIII. C'est sous les Caetani que le quartier est agrandi et que ses fortifications sont renforcées, rivalisant sans doute avec le Château Saint-Ange, principale forteresse de Rome. Lorsqu'au début du XIVe siècle, Henri VII de Luxembourg se rend à Rome pour être couronné empereur du Saint-Empire romain germanique (mai-juin 1312), il choisit la tour comme casernement pour ses fidèles guelfes. Vingt ans plus tard, la tour est cédée aux Conti. Raphaël est alors conservateur des antiquités de la Ville éternelle et il cite la tour comme l'exemple d'un édifice bâti en se servant de parties antiques. Les Conti gardent la propriété de la tour jusqu'en 1619, année où elle est acquise par les religieuses dominicaines d'un couvent voisin, Santa Caterina a Magnanapoli. Elles font relier le couvent à la tour. Le couvent est démoli dans les années 1920.

## Architecture
La tour des Milices, l'un des monuments médiévaux de la ville parmi les plus significatifs, est construite selon un plan carré à base de tuf. Ses côtés de fondement mesurent 10,5 × 9,5 m. La hauteur initiale de la tour n'est pas certaine, mais les deux niveaux supérieurs ont été démolis après le tremblement de terre de 1348, réduisant la structure à sa hauteur présente d'environ 50 mètres. Ce tremblement de terre a également provoqué une légère inclinaison de l'édifice.